# Tedania klausi
Tedania klausi är en svampdjursart som beskrevs av Eugenii Vladimirowitsch Wulff 2006. Tedania klausi ingår i släktet Tedania och familjen Tedaniidae. Inga underarter finns listade i Catalogue of Life.